# Stirlingmotor

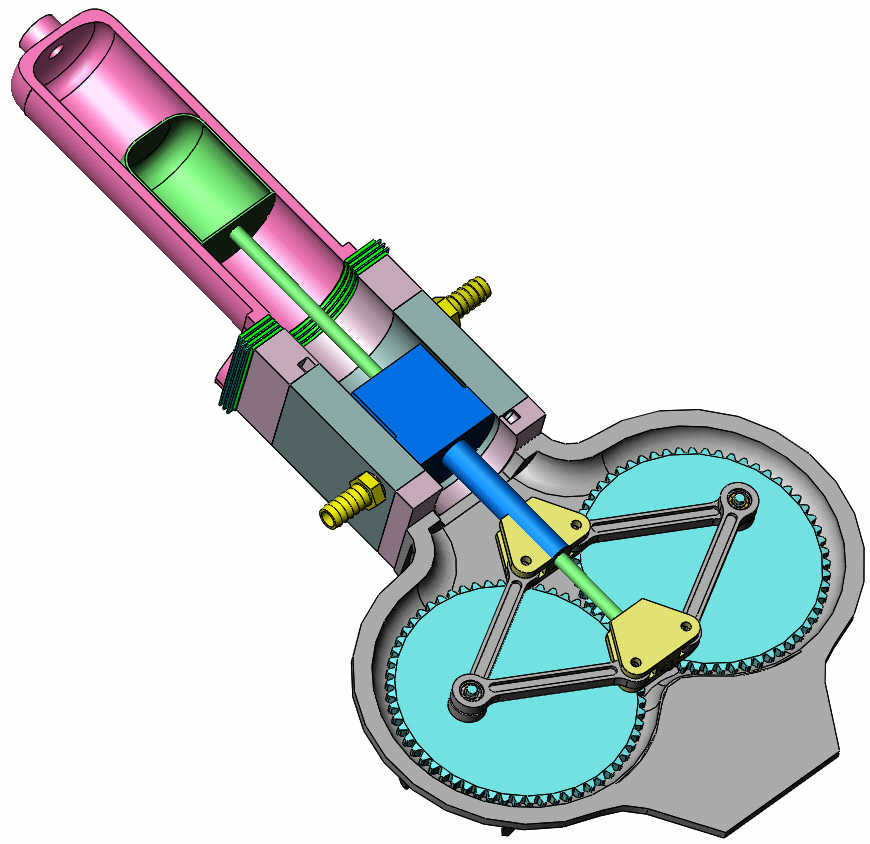
Doorsnede van een stirlingmotor met rhombic drive-bètaconfiguratie.
Paars - Ruimte hete cilinder
Donkergrijs - Ruimte koude cilinder (met in geel de in- en uitlaatpijpen voor het koelmiddel)
Donkergroen - Thermische isolatie die het warme en het koude deel van elkaar isoleert
Lichtgroen - Verplaatserzuiger
Donkerblauw - Vermogenszuiger
Lichtblauw - Vliegwiel
Niet getoond: uitwendige warmtebron en uitwendige warmtewisselaars. In dit ontwerp is de zuiger zonder regenerator.

Een stirlingmotor of heteluchtmotor is een motor die werkt door middel van een gesloten, regeneratieve thermodynamische cyclus, met afwisselende compressie en uitzetting van het werkend gas op verschillende temperatuurniveaus.
In een stirlingmotor bevindt het gas zich in een gesloten systeem met een hete en een koude cilinder (de zogenaamde alfa-configuratie) of in een cilinder met een heet en een koud compartiment (de bèta-configuratie). De lucht wordt met zuigers tussen deze cilinders verplaatst via een warmtewisselaar (de zogenaamde regenerator) waarin beurtelings koud gas opwarmt en heet gas afkoelt. 
In de door de Schotse dominee Robert Stirling uitgevonden versie wordt lucht door een verplaatser (bijna) zonder arbeid heen en weer geschoven tussen een hete en een koude ruimte, waarbij de lucht in de hete ruimte onder het opnemen van warmte expandeert en arbeid verricht door een zuiger te bewegen, waarna de lucht door de verplaatser weer naar de koude ruimte wordt bewogen, daar afkoelt en krimpt. Het eerste patent dateert van 1816.

## Voordelen
Voordelen van de stirlingmotor zijn:
- Het theoretisch rendement ligt hoger dan bij inwendige-verbrandingsmotoren.
- Stirlingmotoren kunnen op allerlei soorten brandstoffen lopen, omdat de verhitting van buitenaf plaatsvindt en arbeid geleverd wordt door het verplaatsen van warmte naar een koudere omgeving; hierdoor kan het verbrandingsproces vrij gemakkelijk worden geoptimaliseerd zodat weinig milieuvervuiling wordt veroorzaakt.
- De verhitting kan met eender welke bron gebeuren, bijvoorbeeld ook met zonnespiegels of de verbranding van houtpellets.
- De motoren hebben weinig bewegende delen en zijn zeer bedrijfszeker.
- De motoren zijn stil in bedrijf.
- Stirlingmotoren zijn gebouwd in allerhande groottes, van kleine eencilindermodellen tot grote machines met duizenden pk's per cilinder. Ze zijn daardoor in principe geschikt voor een groot aantal verschillende toepassingen.

## Nadelen
Hoewel grote bedrijven als NASA, Philips en General Motors veel geld hebben gestoken in ontwikkeling en innovatie om het concept van de sterlingmotor in de praktijk breed toe te kunnen passen is dat niet gerealiseerd.
De drie belangrijke zwakke punten zijn:
- De benodigde warmtewisselaars zijn kostbaar en moeilijk goed te ontwerpen.
- Een stirlingmotor loopt het best bij een vast toerental en vermogen, en kan niet snel versnellen. Door buffervaten of het toepassen van speciale bewegingsmechanismen zoals de swash-plate of meerdere onderling verstelbare krukassen is de stirlingmotor te regelen, maar dat is gecompliceerd en dus kostbaar.
- Voor zeer grote vermogens (elektriciteitscentrales etc.) zijn er andere, minstens even efficiënte, alternatieven.

## Verfijningen
Verfijningen die in theorie mogelijk zijn:
- De hete lucht kan door een regenerator van poreus metaal worden geleid op weg van de warme naar de koude ruimte, die een deel van de warmte vasthoudt, zodat deze bij de terugpompslag van koud naar warm weer kan worden opgenomen, wat de motor zuiniger maakt. (Dit is de eigenlijke verbetering die door Stirling is bedacht en waardoor zijn naam aan het concept verbonden is geraakt).
- Verliezen door wrijving van de gasstroom kunnen worden verlaagd door zeer lichte gassen als helium en waterstof te gebruiken.
- De energiedichtheid kan worden opgevoerd door bij hogere druk te werken.

## Gebruik
Er zijn thermo-akoestische stirlingmotoren in gebruik die lineair trillend werken en wisselstroom opwekken die direct aan het net kan worden teruggeleverd. Ze zijn, indien ingebouwd in een cv-ketel, in staat om, naast de verwarming van een huis, 1,5 tot 10 kW te genereren, zodat er bijna een warmte-krachtcentrale in huis komt te staan. De gangbare term hiervoor is micro-warmte-krachtkoppeling.
Stirlingmotoren hebben door het beperkte geluidsniveau militaire toepassingen, in onderzeeboten en als secundaire (geluidloze) energiebron in bijvoorbeeld tanks.